# Juneau Icefield
Juneau Icefield är en glaciär på gränsen mellan Alaska i USA och British Columbia i Kanada. Juneau Icefield ligger 1 965 meter över havet.
Terrängen runt Juneau Icefield är kuperad åt nordost, men åt sydväst är den bergig.Trakten runt Juneau Icefield är nära nog obefolkad, med mindre än två invånare per kvadratkilometer.. Det finns inga samhällen i närheten. 
Trakten runt Juneau Icefield är permanent täckt av is och snö.